# To the Beautiful You
Areumdawoon geudaeege (coréen: 아름다운 그대에게, titre international : To the Beautiful You) est une série télévisée sud-coréenne diffusée en 2012 sur SBS. Elle met en vedette Sulli Choi et Choi Minho.
Cette série est basée sur le shōjo japonais Parmi eux, écrit par Hisaya Nakajō. Ce drama coréen est la quatrième adaptation de ce manga à la télévision après une version taïwanaise (Hanazakarino Kimitachihe), une version japonaise (Hanazakari no Kimitachi e) et sa réadaptation de 2011 (Hanazakari no Kimitachi e).

## Scénario
La série suit Goo Jae-hee (Sulli Choi), une coréenne vivant aux États-Unis. Un jour, en regardant une compétition sportive à la télévision, elle est attirée par un athlète de saut en hauteur, Kang Tae-joon (Choi Minho). Elle commence à l’idolâtrer et décide de retourner en Corée pour suivre des cours dans la même école que Tae-joon, qui a subi un accident pouvant mettre fin à sa carrière. Il y a néanmoins un problème, car cette école est exclusivement réservée aux garçons, et Jae-hee doit se déguiser en garçon pour pouvoir y entrer.

## Acteurs et personnages

### Acteurs principaux
- Sulli Choi : Gu Jae-hee (JC Go)
- Choi Minho : Kang Tae-joon (Paul John Kang)
- Kang Chan-hee : Kang Tae-joon (jeune)
- Lee Hyun-woo : Cha Eun-gyeol
- Kim Ji-won : Seol Han-na

### Étudiants
- Seo Jun-young : Ha Seung-ri
- Hwang Kwang-hee : Song Jong-min
- Kang Ha-neul : Min Hyeon-jae
- Yoo Min-kyu : Jo Young-man
- Kim I-an : Na Cheol-soo

### Autres acteurs
- Ki Tae-young : Jang Min-woo
- Kang Kyung-joon : Byeon Gwang-min
- Lee Young-eun : Lee So-jeong
- Lee Ah-hyun : Jang Sil-jang
- Seon-woo Jae-deok : Kang Geun-wook
- Lee Han-wi : Hwang Gye-bong
- Julien Kang : Daniel Dawson
- Nam Ji-hyeon : Hong Da-hae
- Kim Woo-bin : John Kim
- Yu-ra : Lee Eun Yeong
- Jung Eun-joo : Hwang Bo-hee
- Song Soo-ji : Sin Myeong-hwa
- Choi Jong-yoon : Min-wook
- Park Chan-yeol : Park Chan-yeol

### Caméos
- Sang-chu : étudiant musclé (ep 1, 6)
- EXO-K dans leur propre rôle (ep 2)
- Ko Su-hee : vieille femme à la cafétéria de l'école (ep 2)
- Hong Rok-gi : DJ responsable de la fête (ep 2)
- Park Tae-sung : Chang-yeon (ep 3, 4)
- Jung Yoo-geun : Jae-gyul (ep 4)
- LEDApple : groupe Shut Up (ep 6)

## Diffusion internationale
| Pays ou région | Chaîne                    | Titre                | Première diffusion |
| -------------- | ------------------------- | -------------------- | ------------------ |
| Corée du Sud   | SBS                       | 아름다운 그대에게    | 15 août 2012       |
| États-Unis     | SBS International         | To the Beautiful You |                    |
| Canada         | All TV                    |                      |                    |
| Hong Kong      | nowTV                     | 致美麗的你           |                    |
| Taïwan         | GTV                       | 致美麗的你           |                    |
| Philippines    | ABS-CBN                   | To the Beautiful You | 15 avril 2013      |
| Indonésie      | Indosiar                  |                      |                    |
| Malaisie       | ONE TV ASIA               | To the Beautiful You |                    |
| Singapour      | ONE TV ASIA               | To the Beautiful You |                    |
| Indonésie      | ONE TV ASIA               | To the Beautiful You |                    |
| France         | Vlexhan Distribution SPRL | To the Beautiful You |                    |

## Autres versions
- Hana-Kimi
- Hanazakarino Kimitachihe (CTS, 2006-2007)
- Hanazakari no Kimitachi e (Fuji TV, 2007)
- Hanazakari no Kimitachi e ~ Ikemen Paradise ~ 2011 (Fuji TV, 2011)

### Sources
- (en) Cet article est partiellement ou en totalité issu de l’article de Wikipédia en anglais intitulé « To the Beautiful You » (voir la liste des auteurs).